# Abrothrix
Genre
Abrothrix est un genre de petits rongeurs originaires d'Amérique.

## Liste des espèces et sous-espèces
Selon ITIS (20 décembre 2016) :
- Abrothrix andina (Philippi, 1858)
- Abrothrix hershkovitzi (Patterson, Gallardo and Freas, 1984)
- Abrothrix illuteus Thomas, 1925
- Abrothrix jelskii (Thomas, 1894)
- Abrothrix lanosus (Thomas, 1897)
- Abrothrix longipilis (Waterhouse, 1837)
- Abrothrix markhami (Pine, 1973)
- Abrothrix olivaceus (Waterhouse, 1837)
- Abrothrix sanborni (Osgood, 1943)

Selon NCBI (19 mars 2016) :
- Abrothrix andinus
  - sous-espèce Abrothrix andinus polius
- Abrothrix hershkovitzi
- Abrothrix illuteus
- Abrothrix jelskii
  - sous-espèce Abrothrix jelskii inambarii
- Abrothrix lanosus
- Abrothrix longipilis
  - sous-espèce Abrothrix longipilis hirtus
  - sous-espèce Abrothrix longipilis moerens
- Abrothrix markhami
- Abrothrix olivaceus
  - sous-espèce Abrothrix olivaceus beatus
  - sous-espèce Abrothrix olivaceus brachiotis
  - sous-espèce Abrothrix olivaceus canescens
  - sous-espèce Abrothrix olivaceus olivaceus
  - sous-espèce Abrothrix olivaceus pencanus
- Abrothrix sanborni
- Abrothrix xanthorhinus
  - sous-espèce Abrothrix xanthorhinus xanthorhinus